# Ptačí zob obecný
Ptačí zob obecný (Ligustrum vulgare) je nejznámější dřevina používaná na stříhané (tvarované) živé ploty. Je to hustý, pomalu rostoucí keř patřící do čeledi olivovníkovitých (Oleaceae). Jako jediný z rodu ptačí zob (Ligustrum) je rozšířen v Evropě. Dorůstá do výšky 2–3 metrů.

## Popis
Kořeny jsou tvořeny široce rozvětvenými odnožemi. Základem keře jsou tenké vzpřímené větve pokryté měkkými krátkými šedivými chloupky. Drobné bílé květy jsou uskupeny v květenství lata.

### Listy
Uspořádání listů je vstřícné nebo po třech v přeslenech. Tenké listy mají délku až 6 cm, jejich šířka se pohybuje okolo 2 cm. Jsou řapíkaté, kopinaté, celokrajné a z obou stran lysé. Na lícní straně temně zelené, na rubu světlejší s výrazným středovým žebrem. Na podzim listy získávají nafialovělou barvu. Listy ptačího zobu obecného v zimě opadávají. V mírných polohách nebo při mírných zimách opadají až na jaře při rašení pupenů. Pupeny jsou vejčitě kuželovité a klínovité. Vrcholový pupen je vždy větší.

### Květenství
Ptačí zob obecný rozkvétá drobnými čtyřčetnými květy uspořádanými ve vzpřímených vrcholových latách. Květenství dorůstá do délky kolem 6 cm. Kalich zůstává zvonkovitý a nevýrazně zoubkovaný. Koruna je nálevkovitě rozložitá a její průměr může být až 6 mm. Korunní lístky mají zelenobílou až bílou barvu se zelenými cípy na špičkách. Délka korunní trubky přibližně odpovídá délce korunního lemu. V oboupohlavním květu jsou samčí pohlavní orgány přirostlé ke koruně a nevyčnívají nad ni. Tyčinky tvoří malé prašníky. Samičí pohlavní orgán, pestík, tvoří svrchní dvoupouzdrý semeník, tenká čnělka a dvoulaločná blizna. Vonné laty kvetou v období květen až červenec.

### Plod
Plodem je až 8 mm velká, téměř kulovitá nebo vejčitá, lesklá černá bobule s fialovohnědými semeny. Dužina uvnitř plodu byla v minulosti díky své sytě červené barvě používána k dobarvování červeného vína. Bobule dozrávají na konci léta v srpnu a září. Ve všech částech rostliny, ale nejvíce právě v plodu, se objevují blíže nespecifikované glykosidy. Toxicita není příliš vysoká. Případná otrava se projevuje zvracením a průjmem. Přesto, že mají plody svíravě trpkou chuť, jsou hojně vyhledávanou potravou ptactva, pro které bobule jedovaté nejsou, na rozdíl od člověka.

## Stanoviště
Ptačí zob obecný nejčastěji roste na okrajích lesů, v houštinách nebo na slunných svazích. Nejlépe se mu daří na živných vápenatých půdách. Nachází se většinou v nadmořských výškách do 1500 m. Jde o rostlinu poměrně nenáročnou, mrazuvzdornou. Nejlépe se jí daří na slunci a polostínu.

## Rozšíření
V Evropě jsou keře rodu ptačí zob (Ligustrum) zastoupeny jen ojediněle. Jediným zástupcem vyskytujícím se v Evropě a také v České republice je právě ptačí zob obecný. Celý rod je hojně rozšířen hlavně v jižní a východní Asii, Malajsii a Austrálii.

## Pěstování
Výsadbu keře provádíme na jaře po rozmrznutí půdy nebo na podzim. Rostliny sázíme 0,5 až 3 m od sebe. Po zasazení radikálně seřízneme. Dřevina je nenáročná. Vhodným způsobem pro její množení je řízkování. Od července do srpna řízkujeme deseticentimetrovými bylinnými řízky, v říjnu pak dvaceticentimetrovými dřevitými. Mladé rostlinky, samovolně se objevující na stinných místech, bývají vyrostlé ze semen roztroušených ptáky. Listy ptačího zobu obecného mohou být napadány housenkami velmi vzácného lišaje šeříkového (Sphinx ligustri).

## Použití
Ptačí zob obecný je jedna z nejznámějších a nejpoužívanějších dřevin na stříhané, tvarované i volně rostoucí živé ploty. Je vhodný jako podrost pod vyšší stromy. Velice dobře plní maskovací funkci. Z bílých květů se připravuje toaletní voda a olej, který pomáhá sluncem spálené pokožce k rychlejší regeneraci. Kůra poskytuje žluté barvivo.